# 람보르기니 세스토 엘레멘토
람보르기니 세스토 엘레멘토(이탈리아어: Lamborghini Sesto Elemento)는 람보르기니에서 2010년부터 2012년까지 생산했던 스포츠카이다. 차량명은 6원소'를 뜻하는 이탈리아어에서 따왔으며, 공개 당시의 양산차 중 가장 가벼운 999kg의 무게를 지녔다. 또한, V10 엔진과 4륜 구동 시스템을 사용하여 제로백(0-100km/h 가속시간) 약 2.5초의 성능을 발휘한다.

## 디자인과 사양
세스토 엘레멘토에는 람보르기니의 6단 "e-gear" 자동 수동 변속기와 4륜 구동 시스템이 장착되어 있으며 가야르도 슈퍼레제라에 적용된 5.2리터 V10 엔진과 결합하여 570 PS (419 kW; 562 hp)를 생성한다. 그리고 540 N·m (398 lbf·ft)의 토크. 섀시, 차체, 구동축 및 서스펜션 구성 요소는 탄소 섬유로 만들어져 중량이 소형차와 비슷한 999 kg (2,202 lb)이다. 세스토 엘레멘토에는 람보르기니와 Callaway Golf Company가 개발한 새로운 탄소 합성물인 단조복합 탄소섬유 (터브 및 서스펜션 암)가 적용된 최초의 자동차이다.

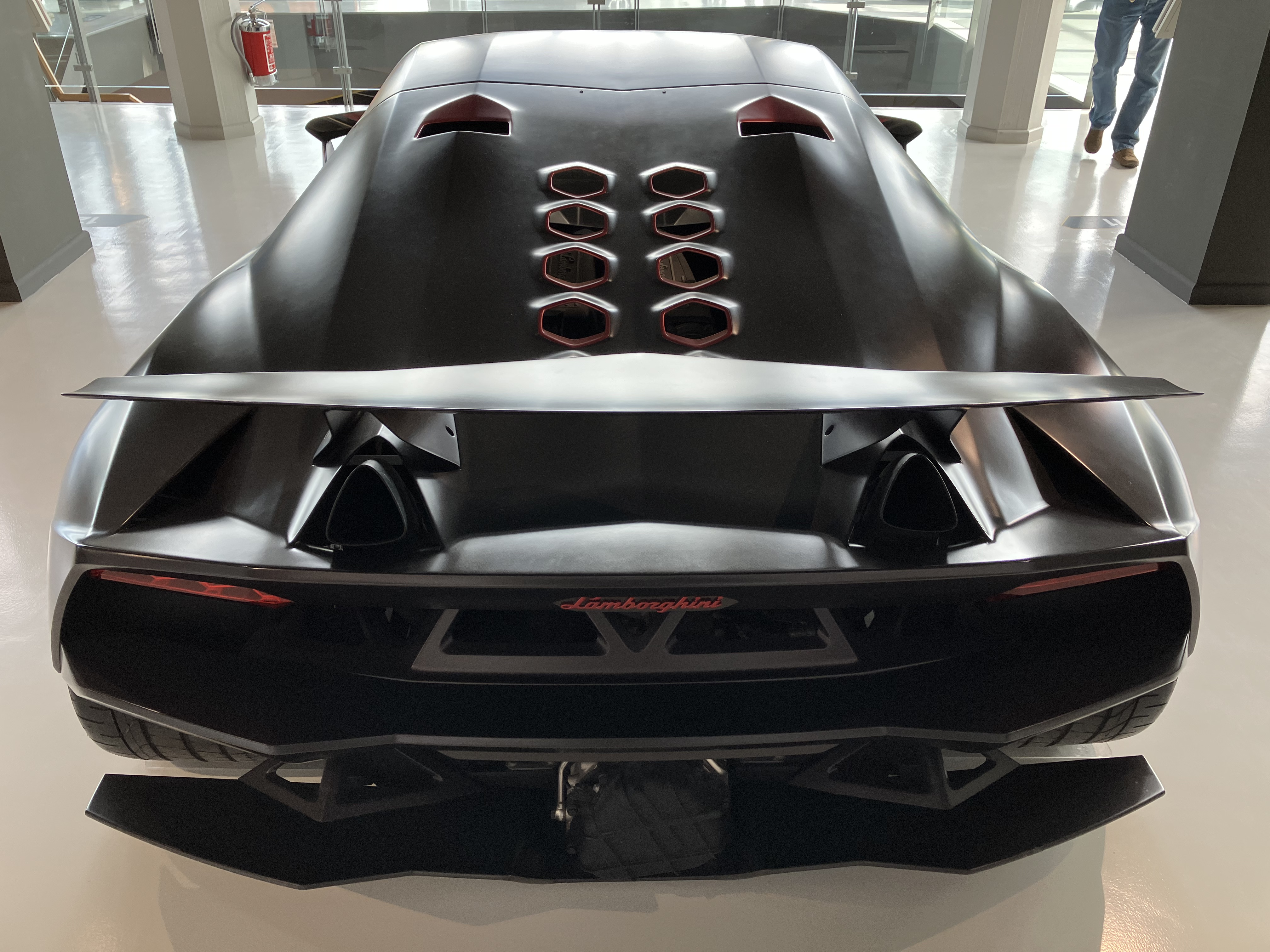
람보르기니 박물관에 전시된 세스토 엘레멘토

엔진은 엔진 커버에 있는 10개의 독특한 육각 구멍을 통해 냉각되며, 2개의 흡입구는 차가운 공기를 미드쉽 엔진 컴파트먼트로 유입하고 배기 파이프는 리어 윙에 있다. 0–100 km/h (0–62 mph) 가속 시간은 2.5초,0–200 km/h (0–124 mph) 가속 시간은 8.0초, 최고 속도는 356 km/h (221 mph)를 초과한다. Sesto Elemento의 내부는 일반적으로 에어컨 및 스테레오와 같은 차량 편의 시설 없이 텅 비어 있다. 시트가 없으며 대신 탄소 섬유 섀시에 폼 패딩이 직접 부착되어 있다.

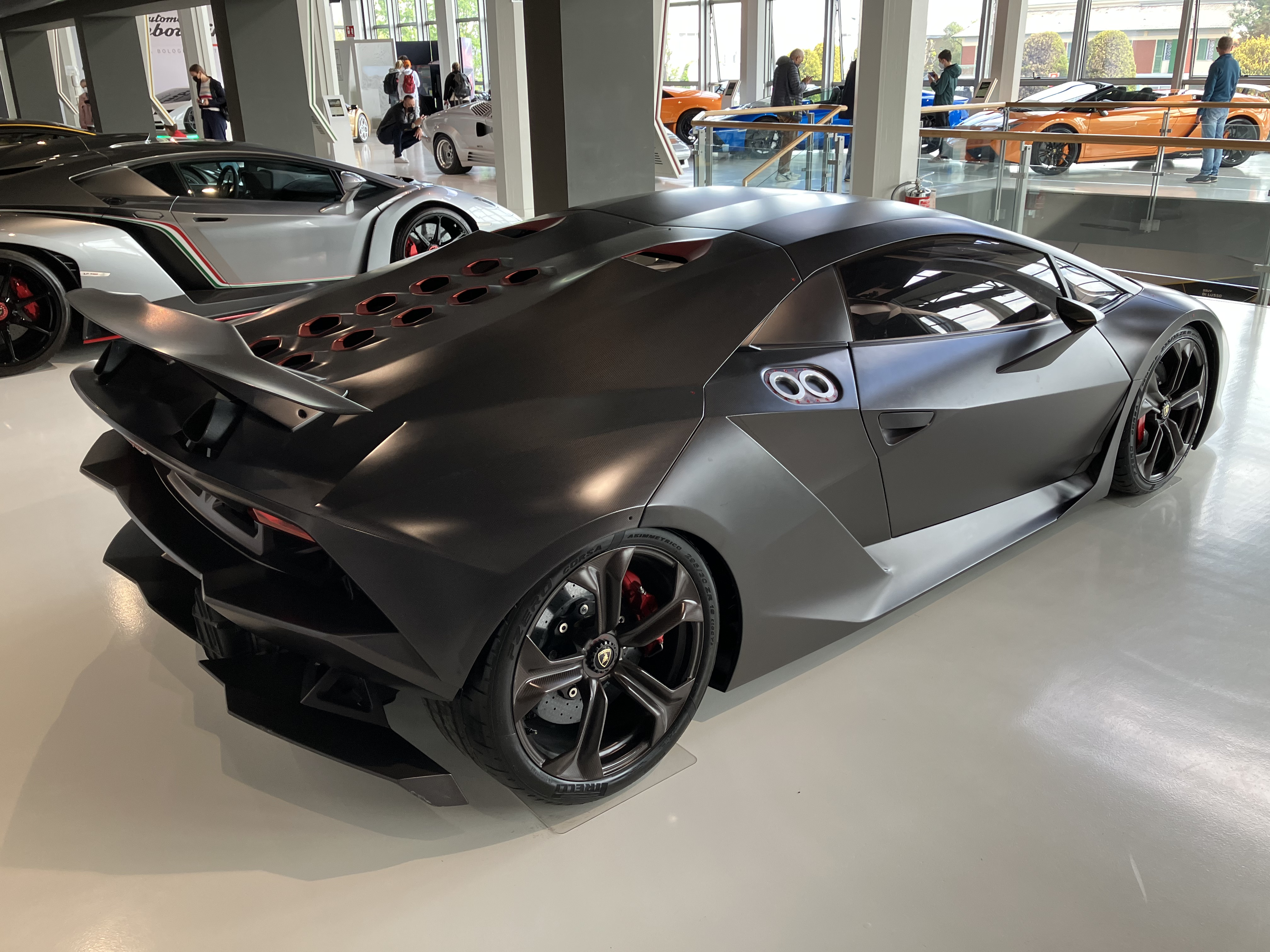
람보르기니 박물관에 전시된 세스토 엘레멘토의 후면

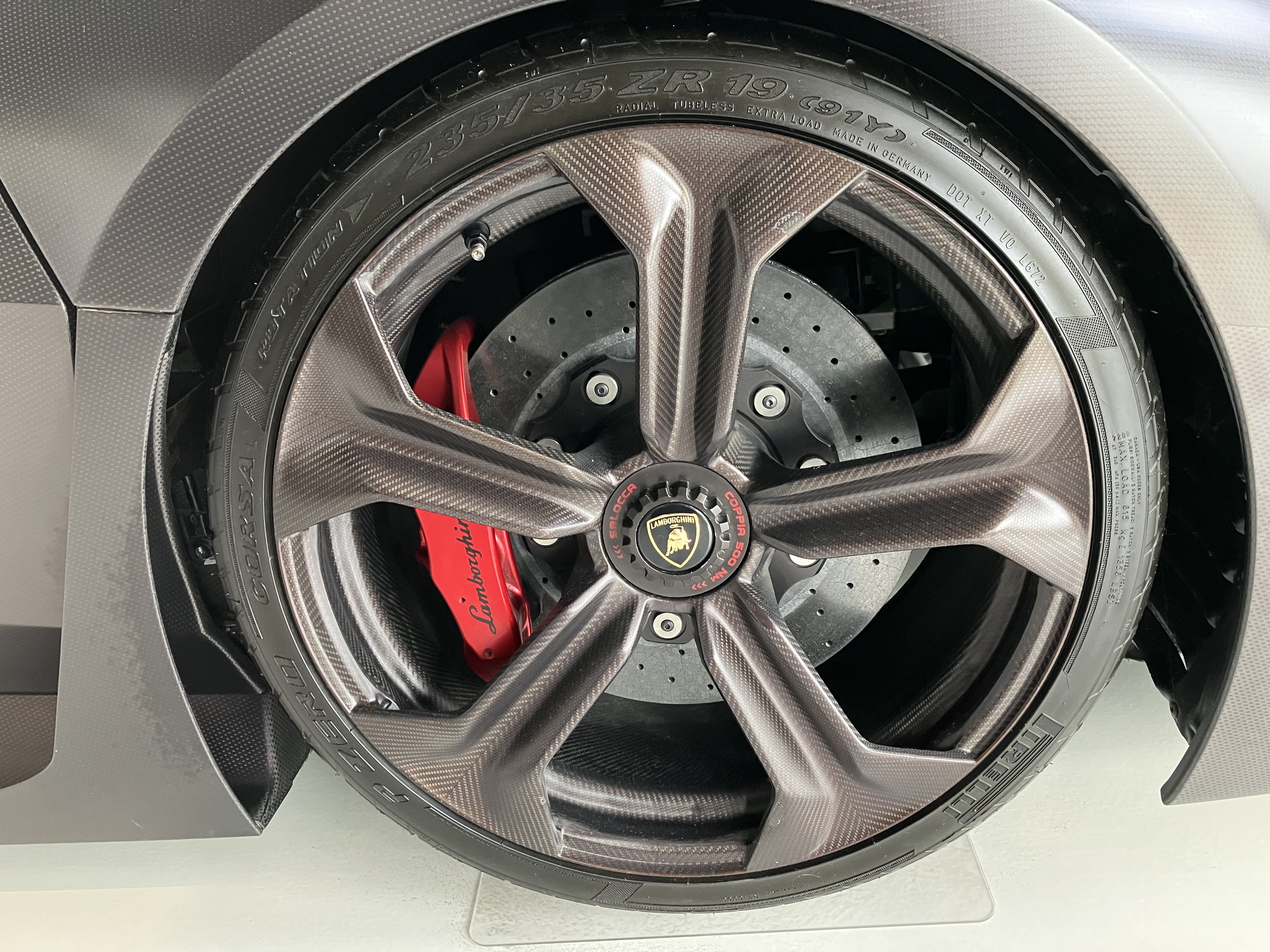
세스토 엘레멘토의 센터 락킹 카본 휠

## 생산 대수
람보르기니는 2011년 중반에 한 대당 290만 달러의 트랙 전용 차량 20대를 생산할 계획이라고 발표 했으며, 차량 가격은 290만 달러로, 20대 모두 판매되었다.

## 경쟁 차종
맥라렌 오토모티브
- 맥라렌 540C
- 맥라렌 570S
- 맥라렌 600LT
- 맥라렌 아투라

아리네라
- 아리네라 후사랴

이탈디자인 주지아로
- 이탈디자인 제로우노

젠보 오토모티브
- 젠보 ST1

## 대중 문화에서의 등장
- 2014년에 개봉된 영화 니드포 스피드에 등장한다. 그는 주인공 Tobey Marshall의 포드 머스탱을 막을 수 있는 사람에게 차를 제공했지만 De Leon 레이싱에서 운전되어 충돌한다.
- 세스토 엘레멘토는 많은 비디오 게임에서 플레이 가능한 차량으로 등장한다. (가나다 순): 그랜드 테프트 오토 V, 니드 포 스피드 시리즈, 아스팔트 7: 히트, 아스팔트 8: 에어본[5],아스팔트 9: 레전드, 아스팔트 니트로[6], 아스팔트 오버드라이브, 포르자 호라이즌 시리즈